# Кутикула хребетних
Кути́кула (від лат. cuticula — «шкірка») — шар щільної речовини, що вкриває поверхню клітин епітелію тварини або людини. Складається з ліпідів, хітину, мінеральних речовин та білків. Виконує переважно захисну функцію.
Приклад: тканина нігтів, зубна емаль.